# Witch Hunt (ER)
Witch Hunt is de zestiende aflevering van het zevende seizoen van de televisieserie ER, die voor het eerst werd uitgezonden op 1 maart 2001.

## Verhaal
Lockhart behandeld een moeder met een baby, als zij de behandelkamer voor een korte tijd verlaat verdwijnt de baby ineens. Het personeel van de SEH is in rep en roer en er wordt een zoekactie op touw gezet.
Dr. Carter brengt de nacht door met Rena en komt er dan achter dat zij nog maar 19 jaar oud is. Dit schokt hem en weet niet wat hij met haar aan moet.
Dr. Greene krijgt te horen dat hij voor zijn vaardigheidstest geslaagd is. Hij is hier blij mee maar heeft nooit twijfels gehad over de uitslag. Ondertussen heeft hij samen met dr. Malucci een jongen in behandeling die zichzelf steroïden inspuit, dit omdat hij doodsbang is voor zijn vader.
Dr. Legaspi wordt beschuldigd van seksuele aanranding van een patiënte, de patiënte had een treinongeluk veroorzaakt (zie The Crossing) en ligt in het ziekenhuis voor psychisch onderzoek. Zij krijgt echter weinig steun van dr. Weaver, die meer bezorgd is over het geheimhouden van hun relatie dan haar te helpen. Hierop besluit dr. Legaspi de relatie te beëindigen. 

## Rolverdeling

### Hoofdrollen
- Anthony Edwards - Dr. Mark Greene
- Noah Wyle - Dr. John Carter
- Laura Innes - Dr. Kerry Weaver
- Alex Kingston - Dr. Elizabeth Corday
- Paul McCrane - Dr. Robert Romano
- Goran Višnjić - Dr. Luka Kovac
- Michael Michele - Dr. Cleo Finch
- Erik Palladino - Dr. Dave Malucci
- Ming-Na - Dr. Jing-Mei Chen
- Eriq La Salle - Dr. Peter Benton
- Elizabeth Mitchell - Dr. Kim Legaspi
- David Brisbin - Dr. Alexander Babcock
- John Aylward - Dr. Donald Anspaugh
- Maura Tierney - verpleegster Abby Lockhart
- Yvette Freeman - verpleegster Haleh Adams
- Deezer D - verpleger Malik McGrath
- Pamela Sinha - verpleegster Amira
- Michelle Bonilla - ambulancemedewerker Christine Harms
- Lourdes Benedicto - Rena Trujillo

### Gastrollen (selectie)
- Vincent Angell - rechercheur Graham
- Mirron E. Willis - rechercheur Watkins
- Dwayne L. Barnes - politieagent Hunt
- Frances Bay - Georgia
- Timilee Romolini - Deirdre Jeffries
- Alex Solowitz - James / Mr. Midnight
- Mik Scriba - vader van James
- Debbie Podowski - Brenda